# Strada delle 52 gallerie

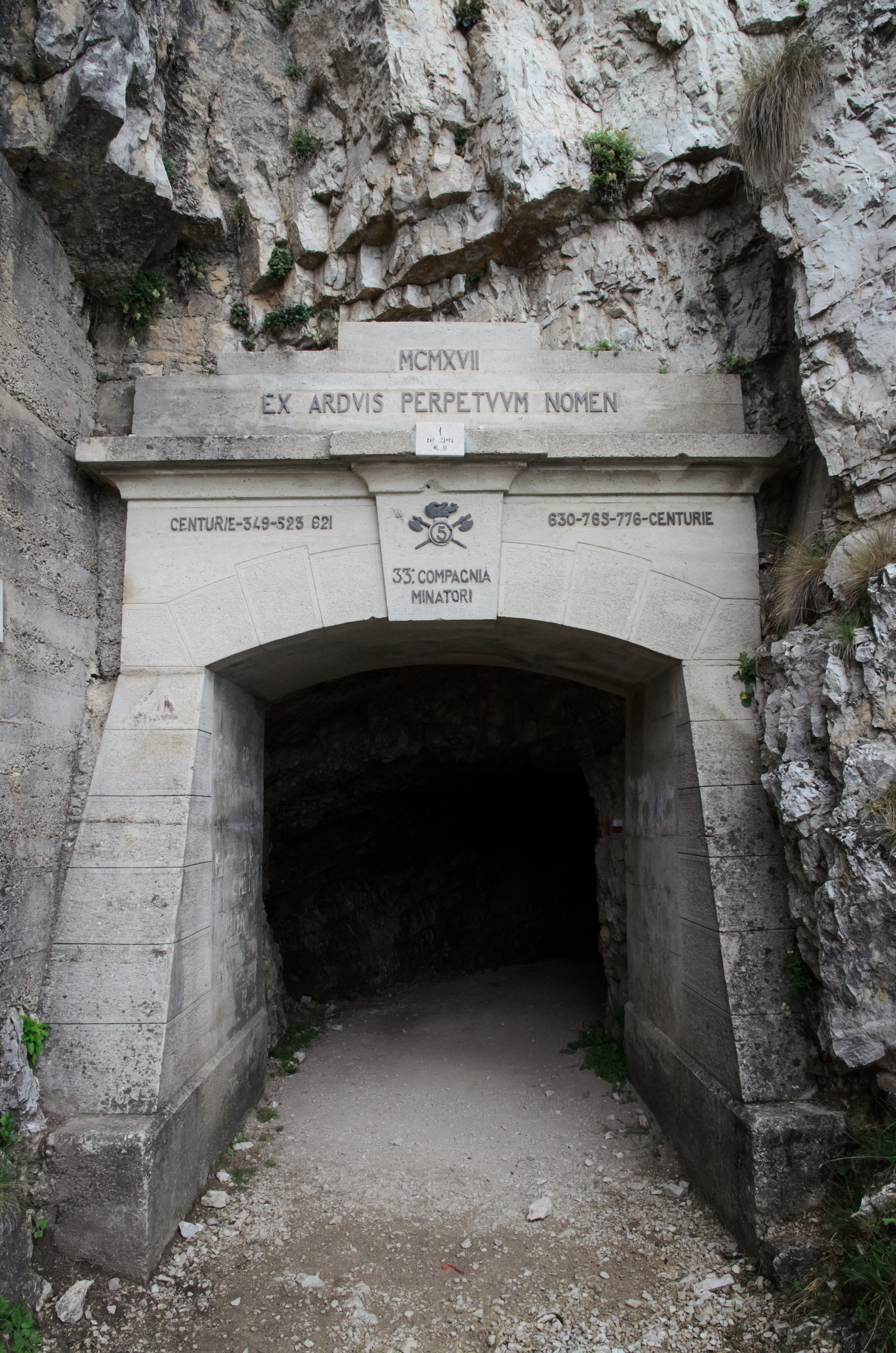
o início da Strada delle 52 gallerie

A Strada delle 52 Gallerie (Estrada dos 52 túneis) (ou Prima Armata - o Primeiro Exército) é uma obra militar construída durante a Primeira Guerra Mundial no maciço Pasubio na região do Vêneto, na Itália.
A estrada serpenteia entre Bocchetta Campiglia (1219 m) e o Porte del Pasubio (1.934 m), cruzando a encosta sul da montanha, localizada longe do fogo de artilharia austro-húngaro, com suas torres, canyons profundos e rochas escarpadas.

## As galerias
| Número | Nome                     | comprimento | Foto |
| ------ | ------------------------ | ----------- | ---- |
| 1      | Cap. Giuseppe Zappa      | 17 metros   |      |
| 2      | Gen. D'Havet             | 65 metros   |      |
| 3      | Rovereto                 | 14 metros   |      |
| 4      | Cesare Battisti          | 31 metros   |      |
| 5      | Guglielmo Oberdan        | 10 metros   |      |
| 6      | Trieste                  | 17 metros   |      |
| 7      | Gen. Antonino Cascino    | 35 metros   |      |
| 8      | Gen. Antonio Cantore     | 23 metros   |      |
| 9      | Gen. Gaetano Zoppi       | 78 metros   |      |
| 10     | Nazario Sauro            | 12 metros   |      |
| 11     | Magg. Giovanni Randaccio | 28 metros   |      |
| 12     | Cap. Motti               | 95 metros   |      |
| 13     | Cap. Fabio Filzi         | 27 metros   |      |
| 14     | Cap. Melchiori           | 61 metros   |      |
| 15     | Tortona                  | 45 metros   |      |
| 16     | Reggio Calabria          | 74 metros   |      |
| 17     | Bergamo                  | 52 metros   |      |
| 18     | Parma                    | 46 metros   |      |
| 19     | Re                       | 318 metros  |      |
| 20     | Gen. Luigi Cadorna       | 86 metros   |      |
| 21     | Gen. Carlo Porro         | 20 metros   |      |
| 22     | Breganze                 | 8 metros    |      |
| 23     | Gen. Luigi Capello       | 18 metros   |      |

| Número | Nome                              | comprimento | Foto |
| ------ | --------------------------------- | ----------- | ---- |
| 24     | Bologna                           | 16 metros   |      |
| 25     | L'Aquila                          | 11 metros   |      |
| 26     | Napoli                            | 24 metros   |      |
| 27     | Cap. Corrado Picone               | 98 metros   |      |
| 28     | Genova                            | 14 metros   |      |
| 29     | La Spezia                         | 31 metros   |      |
| 30     | Miss                              | 10 metros   |      |
| 31     | Gen. Achille Papa                 | 72 metros   |      |
| 32     | Palazzolo dello Stella            | 48 metros   |      |
| 33     | 33ª minatori                      | 57 metros   |      |
| 34     | Gen. Giustetti                    | 132 metros  |      |
| 35     | Trani                             | 10 metros   |      |
| 36     | Gen. Peppino Garibaldi            | 12 metros   |      |
| 37     | Giovanni Battista Perasso Balilla | 26 metros   |      |
| 38     | Turim                             | 29 metros   |      |
| 39     | Mantova                           | 53 metros   |      |
| 40     | Trento                            | 10 metros   |      |
| 41     | 26ª minatori                      | 24 metros   |      |
| 42     | Macerata                          | 19 metros   |      |
| 43     | Polesine                          | 55 metros   |      |
| 44     | Zappatori Liguria                 | 22 metros   |      |
| 45     | Plotone 25ª minatori              | 83 metros   |      |
| 46     | Piceno                            | 65 metros   |      |
| 47     | Pallanza                          | 22 metros   |      |
| 48     | Cesena                            | 14 metros   |      |
| 49     | Soldato italiano                  | 19 metros   |      |
| 50     | Cavalieri di Vittorio Veneto      | 27 metros   |      |
| 51     | Plotone minatori sardo            | 66 metros   |      |
| 52     | Sardenha                          | 86 metros   |      |

## Cartografia
- (em italiano) "Sentieri Pasubio e Carega-foglio Nord" 1:20.000 Sezioni vicentine del CAI
- (em italiano) «Sentieri della val di Posina, edito dalla Provincia di Vicenza, assessorato al turismo». 26 de abril 2013
- (em italiano) Kompass - carte (ed.). Carta turistica 1:50000 n.101 - Rovereto M.Pasubio (em italiano). [S.l.: s.n.] ISBN 9783854911036